# Anvil of Dawn
Anvil of Dawn — компьютерная игра в жанре dungeon crawl, разработанная в 1995 году американской компанией DreamForge Intertainment и изданная New World Computing. В 1996 году признана RPG года по версии журнала Computer Gaming World.

## Геймплей

### Общее
Anvil of Dawn стала одной из последних классических RPG под MS-DOS, использующих дискретное перемещение по клеткам карты с прямоугольной координатной сеткой (blockstep movement) и псевдотрёхмерную среду. Игровые локации представляют собой лабиринты на клетчатом поле, а для перемещения по пространству между локациями используются предварительно отрендеренные кат-сцены. На протяжении практически всей игры, за исключением вступительного ролика и концовок, применяется трёхмерный вид глазами персонажа в реальном времени. Графическая часть выполнена в разрешении 320×200 с использованием 256 цветов.
Во время игрового процесса игрок управляет только одним персонажем, которого нужно выбрать перед началом игры из пяти доступных героев. Остальные четыре персонажа становятся NPC, с которыми по мере прохождения игры можно будет встретиться и вступить в диалог.
Герой в ходе выполнения главной миссии путешествует по локациям, сражаясь с противниками с помощью оружия или магии и вступая в диалоги с дружественными NPC. Все реплики как героя, так и NPC озвучены. На необходимости общения с дружественными персонажами строятся квестовые элементы, в достаточном количестве присутствующие в игре.

### Параметры состояния героя
Текущее состояние героя характеризуется двумя индикаторами в виде полосок: здоровья (Hit Points) и маны (Spell Points). Оба параметра постепенно восстанавливаются сами по себе.
Герой обладает четырьмя основными характеристиками, значения которых могут варьироваться от 1 до 10:
- Сила (Strength) — определяет наносимый героем урон (+1 очко урона за 2 значения параметра) и его грузоподъёмность (+10 кг за 1 значение параметра), а также количество очков здоровья. Если герой начинает уставать, его сила постепенно снижается.
- Выносливость (Stamina) — определяет время, которое герой может сражаться оружием перед тем, как начнёт уставать, и количество очков здоровья героя.
- Ловкость (Agility) — определяет точность атаки героя. Ловкость также снижается, если герой испытывает усталость.
- Магическая энергия (Power) — определяет количество очков маны (+100 за 1 значение параметра), скорость их восстановления и силу заклинаний (+20 % за 2 значения параметра).

Количество очков здоровья героя определяется по следующей формуле:
Герой может переносить больше груза, чем позволяет его сила, но в этом случае усталость наступает значительно быстрее.

### Бой
Оружие подразделяется на четыре группы: рубящее (Slashing), метательное (Hacking), колющее (Thrusting) и дальнобойное (Ranged). Количество очков урона, наносимого отдельным видом оружия, записывается в его описании как MdN и соответствует M броскам игральной кости с N гранями. Магия представлена заклинаниями, относящимися к одной из семи стихий: Земля (Earth), Ветер (Wind), Огонь (Fire), Вода (Water), Молния (Lightning), Плоть (Flesh) и Пустота (Void). Некоторые заклинания, помимо боевого применения, имеют и сюжетное в ходе выполнения квестов, например лечебное Blessed Weave of Healinq Wounds.
За нанесение противнику урона оружием или заклинаниями герою начисляется боевой и магический опыт соответственно. Данный опыт может быть израсходован на совершенствование навыка владения определённым типом оружия или одной из магических стихий. Каждый навык владения оценивается показателем, варьирующимся от 1 до 10.
Для боёв реализована псевдопошаговая система. Противники атакуют игрока через определённые промежутки времени, которые, по замыслу разработчиков, должны быть достаточно долгими, чтобы игроку не требовалось чрезмерно спешить во время боя. При этом на каждый удар со стороны игрока противники отвечают немедленной контратакой, после чего вновь возвращаются к исходному интервалу ожидания.

### Головоломки
Многие квесты на локациях строятся на необходимости активировать прижимные плиты в полу в определённой последовательности. При этом некоторые плиты должны оставаться в зафиксированном положении, а некоторые требуется нажать и освободить. Для фиксации некоторых кнопок следует использовать блоки, которые герой может толкать перед собой. Помимо кнопок, в головоломках фигурируют настенные переключатели, некоторые из которых требуется активировать несколько раз.
Ещё одна особенность перемещения по локациям — система телепортеров, способных пропускать через себя как героя, так и предметы и заклинания. При этом некоторые телепортеры поочерёдно отправляют объекты в один из двух возможных пунктов назначения.

## Сюжет
Действие разворачивается в мире под названием Tempest. Его цивилизация почти полностью уничтожена тёмным властелином по прозвищу Warlord, который использует доселе невиданное магическое оружие. От прежнего мира остался последний оплот, находящийся в осаде. Пять героев, одним из которых будет управлять игрок, телепортируются в глубь захваченных врагом земель. Их цель — выяснить природу таинственной силы, дарованной повелителю тьмы, а затем найти и уничтожить источник этой силы.

## Разработка и выпуск
На стадии разработки Anvil of Dawn команда DreamForge Intertainment решила сделать ставку на атмосферность и погружение в виртуальную реальность. С этой целью для рендеринга игровой среды использовались трёхмерные графические модели как можно большей реалистичности. Трёхмерные модели создавались не только для локаций, но и для пространства между локациями. В «наружном» пространстве были созданы узловые точки, переход между которыми анимировался с помощью кат-сцен. Таким образом достигалось ощущение целостности восприятия игры, независимо от того, находился ли игрок на очередной локации или перемещался по пространству между локациями.
По словам Кристофера Страки, одного из основателей DreamForge Intertainment, было решено сделать будущую игру как можно более простой и доступной для неопытного игрока. Ради упрощения игрового процесса подверглось минимизации количество иконок, отображаемых на основном экране, и добавлено автоматическое обновление карт локаций, журнала заданий и книги заклинаний. Кроме того, была реализована возможность пройти всю игру, пользуясь только левой кнопкой мыши. Затем разработчики приняли решение использовать на протяжении всей игры только одного персонажа, полностью отказавшись от задействования нескольких персонажей одновременно. Ещё несколько месяцев ушло на разработку системы заклинаний и псевдопошаговой системы боя.
Издателем Anvil of Dawn стала компания New World Computing. Релиз игры на компакт-дисках состоялся 31 октября 1995 года. В 2013 году на веб-портале GOG.com состоялся цифровой релиз версии игры под Windows.
Журнал PC Accelerator сообщал, что New World Computing планировала выпустить продолжение игры. Однако эти планы были свёрнуты в связи с фокусировкой внимания на работе над серией Might & Magic.

## Отзывы
| Иноязычные издания | Иноязычные издания |
| Издание            | Оценка             |
| ------------------ | ------------------ |
| CGW                | 89/92/93           |
| PC Gamer (US)      | 73 %               |

Обозреватель Трент Уорд (англ. Trent C. Ward) в статье для американской версии журнала PC Gamer назвал игру Anvil of Dawn «привлекательной и увлекательной RPG, однако же не выходящей далеко за рамки жанра». Обозревательница журнала Computer Gaming World, скрывающаяся под псевдонимом Scorpia, назвала игру «подземельем с несколькими примечательными моментами и парой приятных сюрпризов». Позже редакторы данного журнала назвали Anvil of Dawn лучшей RPG 1996 года, особенно похвалив играбельность и баланс. Журнал Computer Game Review также присудил игре статус «RPG года» по итогам 1996 года, назвав её «отличной работой во всех отношениях». В статье, опубликованной в российском журнале Game.EXE, отмечаются как разнообразие противников и неповторимый дизайн интерьеров каждого уровня, так и примитивность боевой системы.
Обозреватели российского сайта Old-Games.RU назвали игру «приятным и красивым забегом по подземельям», также отмечая невысокую сложность прохождения. Пользователи веб-каталога dosgames.ru относят игру не только к RPG, но и к аркадному жанру.
В книге специалиста по истории видеоигр Мэтта Бартона Dungeons and Desktops: The History of Computer Role-Playing Games (2008) Anvil of Dawn названа «одной из лучших игр, вдохновлённой Dungeon Master». Бартон особенно выделяет «размеренный темп, великолепную музыку и… превосходный интерфейс».